# Rodrigo Arias Maldonado y Góngora

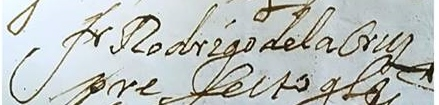
Fray Rodrigo de la Cruz

Rodrigo Arias Maldonado y Góngora (Marbella, Corona de España, 25 de diciembre de 1637-Ciudad de México, Virreinato de Nueva España, 23 de septiembre de 1716) fue un militar y funcionario español, que posteriormente se hizo religioso y presidió la Orden de los Hermanos Betlemitas de las Indias Occidentales. También fue el primer marqués de Talamanca.

## Biografía
Rodrigo Arias Maldonado y Góngora había nacido el 25 de diciembre de 1637 en la ciudad de Marbella del Reino de Granada, uno de los cuatro de Andalucía que formaba parte de la Corona española, fue bautizado en dicha ciudad el 6 de enero de 1638, siendo hijo de Andrés Arias Maldonado y Velasco (f. 1661) y de Melchora de Góngora y Córdoba y Ávila (f. 1681).
Se trasladó a la América española con su padre, que en 1659 asumió el cargo de gobernador de Costa Rica y murió en el ejercicio de su cargo en 1661. La Real Audiencia de Guatemala lo nombró en 1659 corregidor de Turrialba, pero ese corregimiento fue suprimido por el Consejo de Indias en 1660 y su territorio agregado al de la provincia de Costa Rica.

## Gobernador interino de Costa Rica
En 1662 Rodrigo fue nombrado gobernador interino de Costa Rica por la Real Audiencia de Guatemala. Asumió el cargo el 27 de febrero de 1662 y efectuó varias actividades para someter al dominio español la región de Talamanca, al sudeste de la Tierra Adentro, tarea en la cual avanzó notablemente gracias al trato cordial humanitario que dio a los indígenas.
Sin embargo, una noche fue abandonado por sus tropas españolas, y fueron los indígenas talamanqueños quienes lo condujeron sano y salvo hasta el primer pueblo de Tierra Adentro.
El 11 de agosto de 1664 entregó el mando a Juan de Obregón y Espinosa, nombrado por la audiencia como gobernador interino desde el 26 de mayo, y se trasladó a Santiago de Guatemala. Allí conoció a San Pedro de San José Betancur, cuyo ejemplo lo decidió a ingresar a la vida religiosa.

## Marqués de Talamanca
Poco después de iniciar su vida religiosa como novicio en Guatemala, recibió la noticia de que la Corona le había concedido el marquesado de Talamanca, pero decidió declinar esa dignidad, que quedó extinta, posiblemente por no haberse pagado el derecho de lanzas o impuesto sobre la creación de títulos nobiliarios.

## Presidente de la Orden Betlemita y fallecimiento
En el claustro, Rodrigo tomó el nombre de fray Rodrigo de la Cruz.  Gracias a sus esfuerzos, en 1673, el papa Clemente X aprobó las constituciones de la nueva orden religiosa, y en 1710, Clemente XI erigió la "Orden de los Betlemitas de las Indias Occidentales en verdadera religión con votos solemnes".
Finalmente Rodrigo Arias Maldonado y Góngora falleció el 23 de septiembre de 1716 en la Ciudad de México, capital del Virreinato de Nueva España.